# Alue Krueb
Alue Krueb is een bestuurslaag in het regentschap Bireuen van de provincie Atjeh, Indonesië. Alue Krueb telt 652 inwoners (volkstelling 2010).